# (523655) 2011 VJ24
(523655) 2011 VJ24 est un objet transneptunien du groupe dynamique des plutinos et une planète naine possible ayant un diamètre d'environ 300 km.